# Indaeschna
Indaeschna är ett släkte av trollsländor. Indaeschna ingår i familjen mosaiktrollsländor.
Kladogram enligt Catalogue of Life:
| Indaeschna | \| \| Indaeschna baluga \| \| \| \| \| \| Indaeschna grubaueri \| \| \| \| |
|            | \| \| Indaeschna baluga \| \| \| \| \| \| Indaeschna grubaueri \| \| \| \| |
|            | Indaeschna baluga                                                          |
|            |                                                                            |
|            | Indaeschna grubaueri                                                       |
|            |                                                                            |